# Astell&Kern
Astell&Kern（アステル アンド ケルン）は、韓国ドリームアスカンパニー社のオーディオブランドであるアイリバーの、高価格帯Hi-Fiオーディオシリーズ。特に高価格帯のデジタルオーディオプレーヤー (DAP)が著名。
Astellは古代ギリシャ語で「星」、Kernは「中心」を意味する。当初、日本語読みは 「アステル アンド カーン」とする予定だったが、日本の輸入販売代理店（旧マウスコンピュータ、現：アユート）が意見し、カーン→ケルンとなった経緯がある。

## 概要
アイリバーは従来、デジタルオーディオプレーヤーの低・中価格帯製品を投入し、一定の評価を得ていた。しかし2010年代以降、MP3など高圧縮の非可逆圧縮音源の再生を目的とした従来のDAPはコモディティー化して市場が縮小し、かつiPodやスマートフォンなど同機能をもつ他の製品と競合していた。
従来からのMP3プレーヤーとは一線を画し、差別化すべく、2012年初頭から本物のオーディオプレーヤーを作ることを目標とし、市場調査と製品開発を進め、2012年10月に最初の製品を投入した。

## 製品概要
デジタルオーディオプレーヤーおよびイヤフォン・ヘッドフォンをメインとし、一部を除き、いずれの製品も日本国内では実売（消費税抜き）10万円以上の高価格帯となる。
アイリバーではスタジオレコーディングで作られたマスター音源を「Mastering Quality Sound (MQS)」と定義し、CDと比べて遥かに大きなデータ量を持つマスター音源（≒ハイレゾリューション音源）を再生できる製品を開発・販売している。DAP製品は大学などの研究機関に協力を仰ぎ、イヤフォン・ヘッドフォンに関しては他社との協業で製品開発を行っている。

### 主な製品
ここでは日本で販売されているおもな製品について記載する。

#### DAP

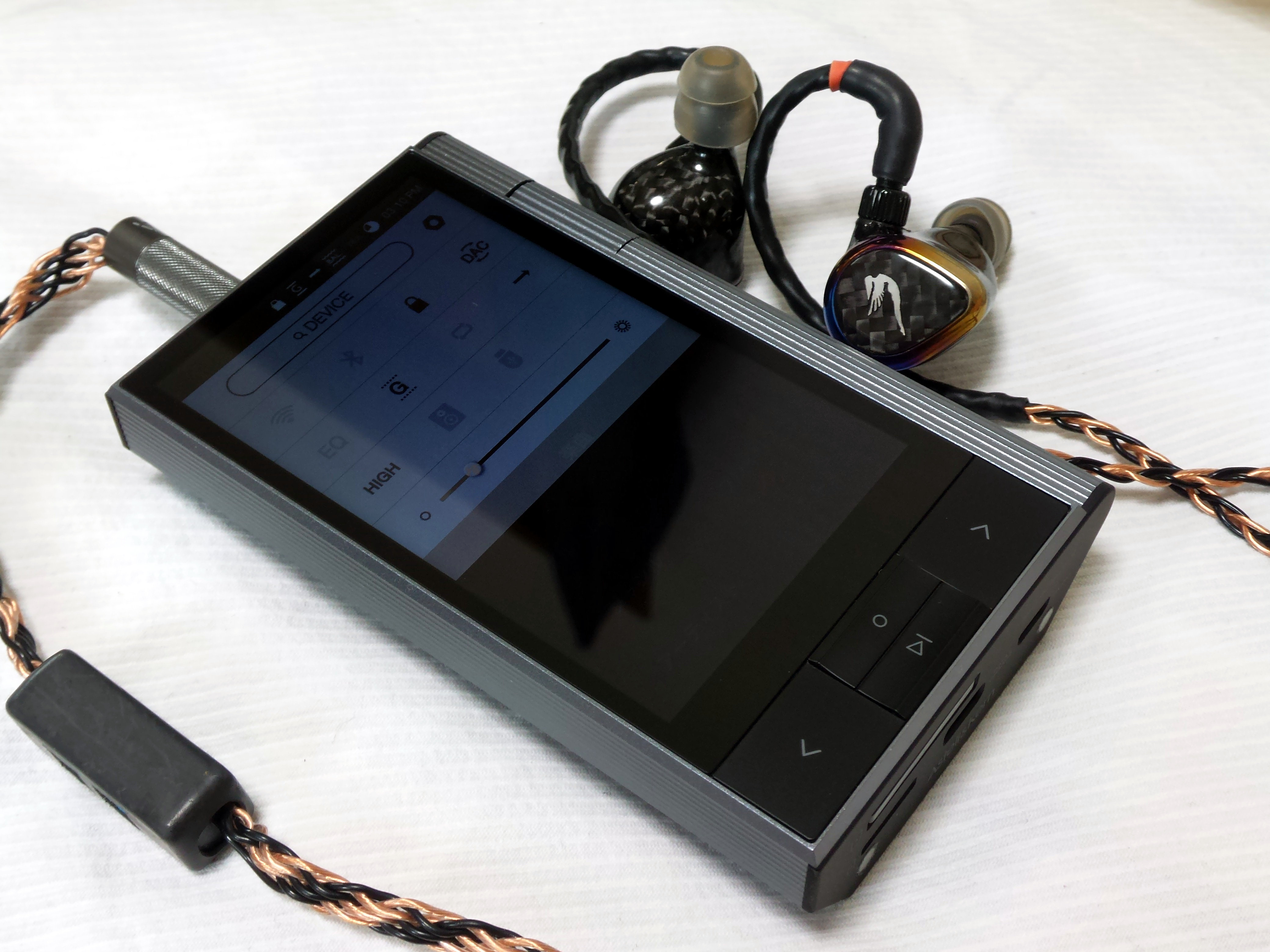
KANN (DAP) および Layla Universal Fit (IEM)

#### イヤフォン・ヘッドフォン
- AK100-111iS

須山歯研との協業製品。AK100用にチューニングしている。
- AKR01
- AKR02

ファイナルオーディオデザインとの協業製品。FI-BA-SSをベースとしてAK120用にチューニングしている。
- AKR03[14]

JH AudioのRoxanne Universal Fit をベースとしてAK240用にチューニングを施したユニバーサルIEM。バランス接続用リケーブルが付属する。
- AK T5p

ベイヤーダイナミックのT5pを2.5mm4極バランス接続に対応したヘッドフォン。リケーブル非対応。
- - AK T5p 2nd Generation
- AK T8iE

ベイヤーダイナミックとの協業製品で、カナル形イヤフォンとしては初めてテスラテクノロジーを搭載。バランス接続用リケーブルが付属する。
- - AK T8iE MKII
- AK T1p
- JH Audio THE SIREN SERIES

JHオーディオとのダブルブランド製品。
- - Layla Universal Fit
  - Angie Universal Fit
  - RoxanneII Universal Fit
  - LaylaII Universal Fit
  - AngieII Universal Fit
  - Rosie Universal Fit
  - Michelle Universal Fit
  - Michelle Limited
  - Billie Jean
  - DIANA

#### 据置型オーディオ
- AK500N

CDドライブ搭載ネットワーク対応ミュージックサーバー。PCM to DSD機能、内蔵バッテリー搭載。内蔵ストレージは1TB/2TB/4TBのSSDで、4TBモデルの日本発売は未定。
- AK T1

スピーカー一体型ネットワーク対応サウンドシステム。microSDカードスロットを搭載し、内蔵メモリは非搭載。
- ACRO L1000

USB-DAC内蔵のデスクトップ用小型デジタルプリメインアンプ。
- ACRO S1000

デスクトップ・パッシブスピーカー。

#### その他
- AK10 DAC内蔵の小型ヘッドフォンアンプ
  - AK10 ラブライブ!エディション

ラブライブ!とのコラボレーション商品。全9色で各メンバーごとのイメージカラーを採用。付属ケースにはラブライブ!のロゴが刻印されている。（プレミアムバンダイおよびL-MART限定
- AK380 AMP  AK380/AK320/AK300にドッキングして取り付ける専用高出力ヘッドフォンアンプ。
- SP1000 AMP  SP1000にドッキングして取り付ける専用高出力ヘッドフォンアンプ。
- AK RECORDER

AK380/AK320/AK300にドッキングして取り付けるリニアPCMレコーダモジュール。DSD5.6MHzでの録音も可能。
- AK CD-RIPPER

AK380/AK320/AK240/AK120II/AK100IIなどのDAP製品のUSB端子と接続して用いるCDリッピング専用ドライブ。後にモデルチェンジし、AK CD-RIPPER II が発売されている。
など。